# Octomeria portillae
Octomeria portillae är en orkidéart som beskrevs av Carlyle August Luer och Alexander Charles Hirtz. Octomeria portillae ingår i släktet Octomeria och familjen orkidéer. Inga underarter finns listade i Catalogue of Life.